# Camerton (Cumbria)
Camerton ist ein Ort mit 172 Einwohnern (2001) in Cumbria im Nordwesten Englands. Der Ort hatte von 1847 bis 1952 einen Bahnhof der Cockermouth and Workington Railway.

## Kirche
Die St. Peter’s Kirche liegt südöstlich in dem Dorf, an der Mäander des Flusses Derwent. Das Kirchengebäude stammt aus der Mitte des 19. Jahrhunderts.